# Jun Hee Lee
Pour les articles homonymes, voir Lee.
Jun Hee Lee, né en 1982 à Saint-Louis (Missouri), est un acteur coréano-américain.

## Filmographie
- 2004 : L'Enfer d'Ethan : Ethan Mao
- 2005 : American Pie : No limit ! : James Chong
- 2010 : Mords-moi sans hésitation : Derric